# آنتوفاگاستا
آنتوفاگاستا شهری بزرگ در شمال کشور شیلی است.
این شهر بندری در نزدیکی صحرای آتاکاما قرار گرفته و به همین دلیل میانگین بارندگی در آنجا فقط ۳ میلی‌متر در سال است.
جمعیت این شهر در سال ۲۰۰۲ میلادی ۲۹۶٬۹۰۵ نفر بوده است.

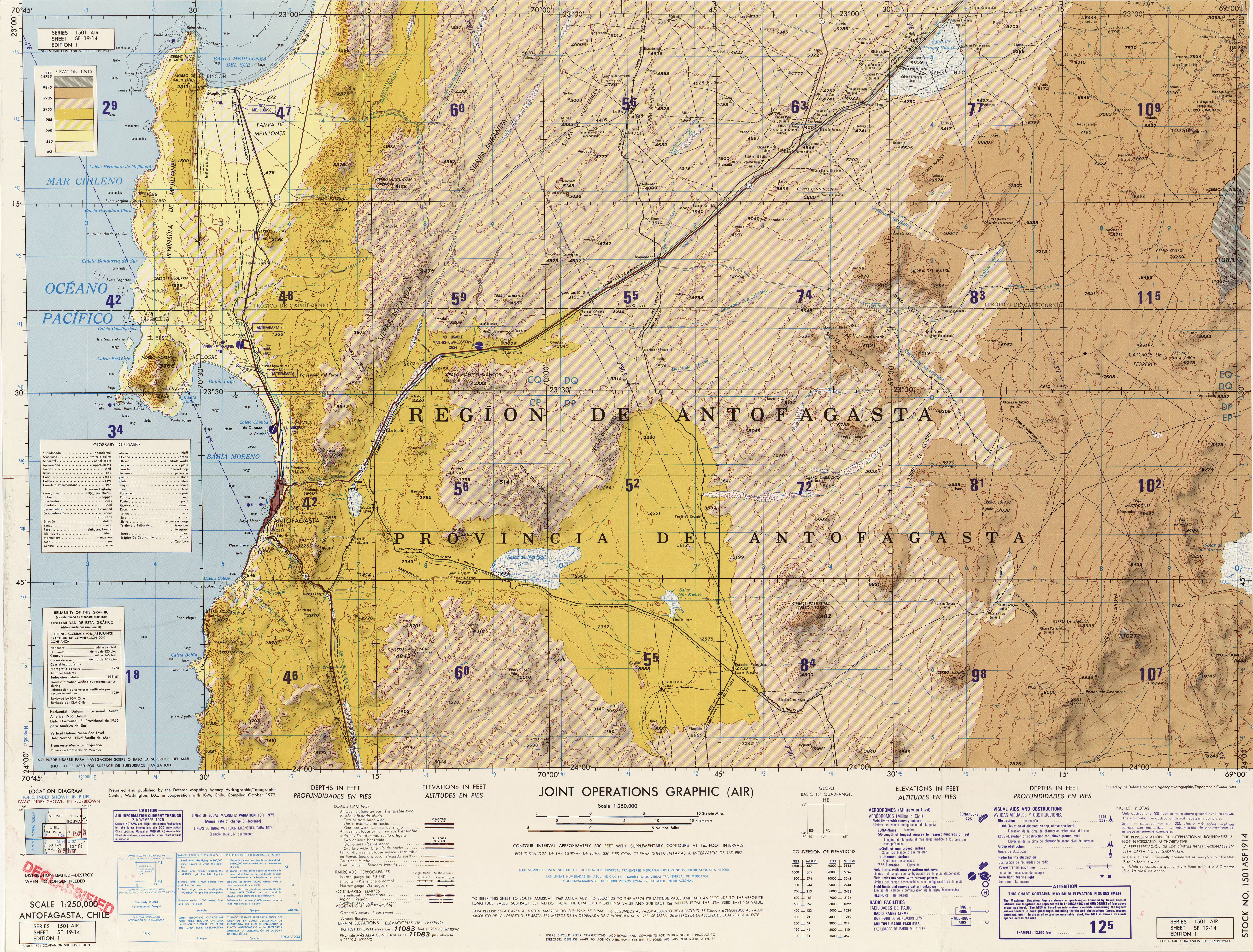
